# Wang Qing

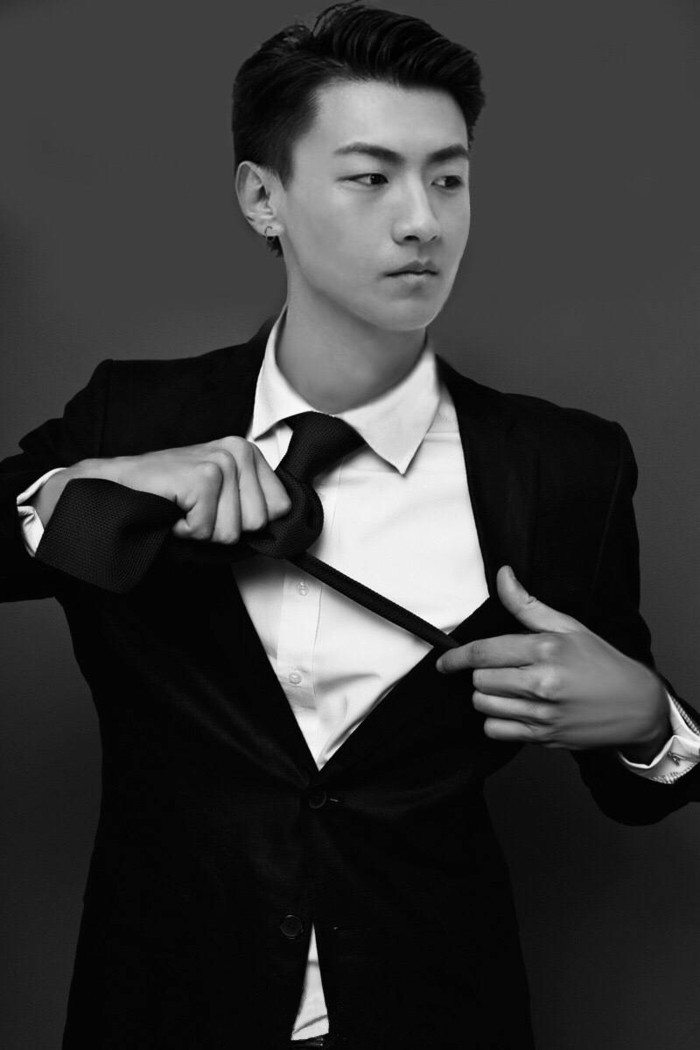
Wang Qing, 2016

Wang Qing (en chinois : 王青), né le 10 mars 1993, est un acteur chinois, chanteur et animateur. Il a été invité à jouer Chi Cheng dans la websérie Counter Attack en mai 2015, et a commencé sa carrière publique.
Le 22 septembre 2015, il a collaboré avec Feng Jianyu et a sorti le titre Cet été. En avril 2016, il a terminé le tournage du film Éternel Combat. Il est devenu un animateur permanent dans l'émission Super Show sur Anhui TV depuis le mois d'avril 2016.

## Biographie

### Vie privée
Wang Qing est né à Pékin, en Chine. En 2012, il a été admis au Beijing Union University, d'abord spécialisé dans l'action. En deuxième année, il a choisi l'option Animation et présentation TV , et a finalement obtenu son diplôme de licence en 2016. Au cours de sa vie à l'école, il a ouvert un petit restaurant appelé Malatang Des Étoiles. En 2015, son cousin l'invite à jouer dans une web-série.

### Carrière

#### Film
Wang Qing a commencé sa carrière en jouant le rôle de Chi Cheng dans la web-série Contre-attaque qui a été diffusé en août 2015. En septembre 2015, il rejoint le tournage de l'épisode spécial de Contre-attaque, qui a été mis en ligne le 16 septembre. Par le biais de la web série, il a remporté le titre de “l'Acteur de Web-Série le Plus Populaire"  titre décerné par la Station Vidéo de Weibo. En 2016, il partage le rôle principal avec Feng Jianyu. dans le film Éternel Combat, dont le tournage est terminé.  Le film a été nommé pour sept titres au Nebula Awards des Films de Science Fiction Chinois.

#### Musique
Le 22 septembre 2015, Wang Qing a collaboré avec Feng Jianyu et a sorti la chanson Cet Été. Cet Été se retrouve tout de suite no 1 sur le classement hebdomadaire de Fresh Asia pendant quatre semaines consécutives et est également premier sur le classement mensuel du mois d'octobre. Cet Été a aussi établi un record de 460 000 exemplaires de copies numériques vendus sur Sina Weibo. Wang Qing a joué aux côtés de Feng Jianyu, dans le clip et le court-métrage de Cet Été. Le clip de Cet Été est classé no 1 dans le Top 100 de YinYueTai 2015 pour la Chine. Wang Qing a participé à trois rencontres avec les fans pour Cet Été aux côtés de Feng Jianyu. Les lieux où sont passées ces rencontres sont Tianjin, Chengdu et Shenzhen. Cet Été a remporté l'oscar de la Collaboration la Plus Populaire durant le  16e Festival Annuel du Meilleur de la Musique Chinoise.
En mars 2016, Wang Qing sort son premier single, DÉMO. DÉMO est tout de suite classé no 1 sur le classement de Fresh Asia  durant quatre semaines consécutives et se retrouve premier sur le classement mensuel du mois de mars.

#### Théâtre
En avril 2016, Wang Qing prend le rôle de Zhang Yang dans la pièce de théâtre The Left Ear (L'Oreille Gauche) sur la scène du Théâtre Bao Li de Pékin. C'était sa première montée sur scène dans l'environnement du théâtre.

#### Animation/Présentation TV
En mars 2016, Wang Qing a coprésenté avec Feng Jianyu le déroulement du tapis rouge lors de la 2e cérémonie des oscars de la KU Musique Asiatique. En avril, il a participé à l'animation de deux épisodes de Super Show sur Anhui Télévision et plus tard a été confirmé comme animateur régulier.

## Discographie

### Singles
| Année | Titre           | Remarque         |
| ----- | --------------- | ---------------- |
| 2015  | Cet Été（今夏） | Avec Feng Jianyu |
| 2016  | DÉMO            | Sortie numérique |

## Filmographie

### Web
| Année | Titre                                | Rôle                     | Remarque                   |
| ----- | ------------------------------------ | ------------------------ | -------------------------- |
| 2015  | Contre-attaque（逆袭之爱上情敌）     | Chi Cheng（池骋）        | Rôle principal, 8 épisodes |
| 2015  | Cet Été（今夏）                      | Court-Métrage            |                            |
| 2015  | Qui Suis-Je（我是谁）                | Lui-même                 | Documentaire, Télé-Réalité |
| 2016  | Éternel Combat（无限斗界之暗夜双龙） | Zhou Li/Crow (周立/乌鸦) | Rôle principal, Producteur |

### Animation/Présentation TV
| Année | Titre                                                       | Notes                         |
| ----- | ----------------------------------------------------------- | ----------------------------- |
| 2016  | Oscars de la musique KU Musique Asiatique（酷音乐亚洲盛典） | Coprésentation du Tapis Rouge |
| 2016  | Super Show （超级大首映）                                   | Part d'animation              |

### Théâtre
| Année | Titre                   | Rôle               | Notes                      |
| ----- | ----------------------- | ------------------ | -------------------------- |
| 2016  | L'Oreille Gauche (左耳) | Zhang Yang（张漾） | Le Théâtre Bao Li de Pékin |

## Récompenses et nominations
| Année | Prix                                                            | Catégorie                                                         | Titre                            | Résultat |
| ----- | --------------------------------------------------------------- | ----------------------------------------------------------------- | -------------------------------- | -------- |
| 2015  | Prix Vidéo Weibo (微博视频人气大奖)                             | Plus Populaire Acteur de Web-série (最具人气网剧男神)             | Contre-attaque（逆袭之爱上情敌） | Lauréat  |
| 2016  | Festival Annuel KuGou Fanxing (酷狗繁星盛典)                    | Artiste le Plus Influent de l'Année (年度最具号召力艺人奖)        |                                  | Lauréat  |
| 2016  | Oscars de la musique KU Musique Asiatique (酷音乐亚洲盛典)      | XingYueFang Artiste le Plus Populaire (星乐坊年度最具人气艺人奖)  |                                  | Lauréat  |
| 2016  | Festival Annuel du Meilleur de la Musique Chinoise (音乐风云榜) | Collaboration la Plus Populaire(最受欢迎合作歌曲)                 | Cet Été（今夏）                  | Lauréat  |
| 2016  | Prix Vchart (音悦V榜年度盛典)                                   | Meilleur Nouvel Artiste – Chine (最佳新人奖)                      |                                  | Lauréat  |
| 2016  | Prix Vchart (音悦V榜年度盛典)                                   | Artiste préféré de l'Année – Chine (内地最具人气歌手奖)           |                                  | Lauréat  |
| 2016  | Prix Vchart (音悦V榜年度盛典)                                   | L'Artiste le Plus Populaire de la Soirée (盛典之夜最受欢迎艺人奖) |                                  | Lauréat  |